# Jardín Botánico Lancetilla
Jardín Botánico Lancetilla ist ein Botanischer Garten an der Karibikküste, im Norden von Honduras, etwa sieben Kilometer südöstlich der Ortschaft Tela. Er ist etwa 1681 Hektar groß, wovon 1261 Hektar auf ein Naturreservat, 350 Hektar auf Plantagen und 70 Hektar auf ein Arboretum entfallen. Die Sammlung umfasst etwa 1500 Arten mit einem Schwerpunkt auf tropischen Nutzpflanzen.

## Geschichte
1925 erhielt Wilson Popenoe den Auftrag von der Leitung der United Fruit Company, in Zusammenarbeit mit der im Norden Honduras’ angesiedelten Tela Railway Company eine Forschungs- und Versuchsstation für tropische Nutzpflanzen aufzubauen. Es war die Zeit der Exploration von neuen wirtschaftlichen Pflanzenarten, und Dr. Popenoe, ein Pionier auf diesem Gebiet, war schon seit Beginn seiner professionellen Laufbahn in allen tropischen Breiten unterwegs, um Nutzpflanzen zu finden, die in Zukunft interessant für eine wirtschaftliche Nutzung sein könnten. Als erster Direktor in Lancetilla begann er in großem Umfang aus allen tropischen Breiten bekannte Nutzpflanzen in den Norden von Honduras bringen zu lassen. Dass dies aus wirtschaftlichen Gesichtspunkten passierte, zeigen der Aufbau von bis zu fünf Hektar großen Plantagen, wie zum Beispiel von Mangostan (Garcinia mangostana), die bis in die 1990er Jahre als größte außerhalb Asiens galt. Auch wurden aus Brasilien im großen Maß Kautschukbäume (Hevea brasiliensis) angepflanzt und pilzresistente Sorten gezüchtet. Diese wurden in ganz Zentralamerika verteilt und spielten im Zweiten Weltkrieg als Gummilieferant für die Vereinigten Staaten von Amerika eine sehr wichtige Rolle.
In diesen ersten Jahren von Lancetilla spielte, neben der Sammlung von vegetativen Material, vor allem die Verbesserung der genetischen Ressourcen der afrikanischen Ölpalme (Elaeis guineensis) eine große Rolle. Das in Lancetilla genetisch verbesserte vegetative Material wurde von Zentralamerika bis nach Kolumbien verbreitet. Daher kann man sagen, dass die Wiege für die großen Ölpalmenplantagen in der Neuen Welt in Lancetilla zu finden ist. Das Gleiche gilt auch für asiatische Früchte wie Litschi und Rambutan, die über Lancetilla den Eingang nach Lateinamerika erhielten.
Weitere dieser Nutzpflanzen waren Chinarindenbäume (Cinchona ledgeriana), die zur Herstellung von Arzneimitteln für die Malaria-Behandlung benötigt wurde. Besonders in den 1940er und 1950er Jahren wurde der Anbau in ganz Zentralamerika, besonders in Guatemala und Honduras, vorangetrieben. Dieses steht ohne Frage mit den militärischen Konflikten in Südostasien in Verbindung.
Neben Nutzpflanzen wurde aber auch mit tropischen Baumarten experimentiert. Schon frühzeitig erkannte man das Potenzial von tropischen Nutzhölzern, sodass bereits in den 1930er Jahren die ersten Aufforstungsprojekte mit Mahagoni (Swietenia macrophylla) und Teakholz (Tectonia grandis) durchgeführt wurden. Noch heute gibt es im Botanischen Garten einige Hektar dieser Parzellen, die zur Gewinnung von Samenmaterial genutzt werden.
Das Forschungszentrum Lancetilla stellte aber auch die Basis für die Erkundung der Flora der damals noch in großem Umfang vorhandenen Küstenregenwälder von Honduras dar. Von hier aus wurden Expeditionen gestartet, die als Grundlage für die ersten Werke zur Flora von Zentralamerika anzusehen sind. Einige Belege dieser historischen Aufsammlungen sind noch heute im Herbarium des Botanischen Gartens von Lancetilla vorhanden.
Über tropische Nutzpflanzen hinaus wurde in Lancetilla auch in anderen Bereichen experimentiert. In den 1930er Jahren wurde gemeinsam mit der Harvard-Universität ein Zentrum für die Giftschlangenforschung aufgebaut. Im Rahmen eines Kooperationsvertrages zwischen der Harvard University und der United Fruit Company wurden Schlangengifte gewonnen, die in die USA geschickt wurden, um Antiseren zu produzieren. Dies war für den in dieser Epoche im großen Maß in Zentralamerika expandierende Bananenproduzenten sehr bedeutungsvoll, denn es kam immer öfter in den Bananenplantagen zu Vergiftungen der Arbeiter durch Schlangenbisse.
In den 1940er Jahren erhielt Lancetilla große Bedeutung über die Grenzen von Honduras hinaus bei der Erforschung von Bananenschädlingen und Erkrankungen. Die starken Ausweitungen der Monokulturen hatten die Folge, das die verwendeten Bananenvarietäten immer anfälliger für Erkrankungen wurden. Die Züchtung von resistenten Varianten war vonnöten. Die in Lancetilla verbesserten Varietäten wurden im Einflussbereich der United Fruit Company verteilt.
Dies war auch der Höhepunkt von Lancetilla, wo hunderttausende von Pflanzen produziert und in ganz Lateinamerika verteilt wurden. Auf der anderen Seite wuchs die damalige Pflanzensammlung, heute würde man sie als Genbank bezeichnen, ständig und man sprach von einer der wichtigsten tropischen Nutzpflanzensammlung zu dieser Zeit.
Ab 1960 verlor Lancetilla an Bedeutung für die United Fruit Company. Innere Unruhen in Honduras erschwerten, wie in mehreren zentralamerikanischen Ländern, die Arbeitsbedingungen der transnationalen Konzerne, und nach dem Wegbrechen der logistischen Infrastruktur der Tela Railway Company, die als Firmentochter das Forschungszentrum in direkter Nähe unterstützt hatte, zog sich der US-amerikanische Bananenproduzent aus dem Forschungszentrum zurück. Anfang der 1970er Jahre begann eine unsichere und traurige Phase des Forschungszentrums.
Illegale Farmer und Landarbeiter nutzten die Gunst der Stunde und besetzen das Gebiet. Sie begannen die Plantagen zu roden und versuchten das Gebiet in Besitz zu nehmen. In dieser Zeit wurden aber auch die historischen Sammlungen geplündert. Hunderte von Varietäten von Kaffee, Cacao, Mango aber auch Zitruspflanzen gingen verloren. Nach heutigen Ermessen ein unbeschreiblicher Schatz an Artenvielfalt und natürlichen Genpool. Die Ergebnisse der wissenschaftlichen Arbeiten wurden gebrandschatzt und in den Lancetilla-Fluss gekippt und sind wohl für immer verloren.
1978 wurde das Gebiet, das heute zum Botanischen Garten und der Forschungsstation gehört, offiziell dem honduranischen Staat übergeben, der langsam wieder Herr der Lage wurde. Es wurde beschlossen, den Botanischen Garten der nationalen Forstbehörde ‚AFE-CODEFOR‘ zu unterstellen, welches zumindest die unklare Situation des Gebietes klärte. Damit war es möglich, an die Forschungstradition anzuknüpfen und den Botanischen Garten zu erhalten. Wenn auch aus streng forstlicher Sicht, wurden die Forschungen in Lancetilla vorangetrieben, welches durch die Übernahme von Lancetilla durch die heutige Administration 1992 (der Nationalen Forstschule, ESNACIFOR), weitergeführt wurde.
Seit Ende der 1990er Jahre wird über die Bedeutung im Bereich der Forschung und Ausbildung in Lancetilla im Forstsektor, aber auch anknüpfend an die Vergangenheit versucht, im Bereich des Ex-Situ-Schutzes von in Honduras bedrohten Pflanzenarten Lancetilla die Bedeutung eines Botanischen Gartens zugeben. Rechtlich hat Lancetilla das nationale Mandat, die Flora von Honduras zu sammeln, und spielt eine wichtige Rolle in diesem Land. Ohne Frage bedarf es jedoch noch einiger Anstrengungen, um dieser gerecht zu werden.